# 沒藏訛龐
没藏讹庞（？—1061年），西夏國相、权臣，李元昊情妇没藏氏之兄。沒藏訛龐的女兒曾為李谅祚的皇后。
没藏讹庞利用元昊夺取太子宁令哥未婚妻没𠼪氏，不断挑唆宁令哥的夺妻之恨，终于酿成太子宁令哥刺杀李元昊，虽然没有成功，但是砍去了李元昊的鼻子，最后李元昊间接死于刺杀。
李谅祚即位时，年纪实在太小，西夏的大权掌握在他的生母没藏太后和舅舅沒藏訛龐的手里。沒藏訛龐掌权后派兵侵占了宋朝麟州西北屈野河（今陕西境内窟野河）以西的肥沃耕地，令民种植，收入归己。宋将王韶后收复此地以及吐蕃，羌人占领的河湟五洲。
福圣承道四年（1056年），没藏太后被杀，没藏讹庞执政。奲都三年（1059年），没藏讹庞之女被立为皇后。12岁的皇帝李谅祚开始参预朝政。沒藏訛龐后密谋设伏刺杀李谅祚，被李谅祚诛杀全家。没藏家族除了西夏皇后被貶為平民外，全族被滅。
後來被李谅祚冊封為皇后的梁氏本為沒藏訛龐的兒媳婦，梁氏曾協助李谅祚誅滅沒藏訛龐。